# Medon (Tennessee)
Medon è un comune degli Stati Uniti d'America, situato nello Stato del Tennessee, nella Contea di Madison.